# Памятник К. А. Федину
Памятник Константину Александровичу Федину в Саратове открыт 5 ноября 1986 г.
 
Скульпторы — А. П. Кибальников, В. Н. Протков; архитектурная часть — архитектор Ю. И. Менякин. Памятник установлен между улицей Лермонтова и набережной Космонавтов, вблизи музея имени К. А. Федина. По первоначальному проекту памятник планировалось установить на набережной Космонавтов.

## Скульптурная часть памятника
Скульпторы изобразили писателя и видного общественного деятеля спокойно сидящим на скамье. Размеры скульптуры невелики. Размещённая лицевой частью в сторону Набережной, она создаёт естественный образ писателя, сидящего в раздумьях перед широкой гладью Волги, на берегах которой он провёл детские годы.

## Архитектурная часть памятника
(включает в себя постамент, пьедестал, размещение и символическое расположение скульптуры в пространстве)
Скульптура установлена на невысоком постаменте. Органично вписана в окружающее пространство, выделяется на светлом фоне ступеней пешеходной лестницы и фонтанов. Удачно использован рельеф местности, плавно поднимающийся вверх от берега Волги, что делает невысокий памятник более заметным среди простора улицы. Основание скульптуры, постамент и обрамление памятника прямоугольной формы. Скульптура и постамент выполнены из одного материала — природный гранит светлых красноватых тонов. Углублённое обрамление памятника облицовано мраморной плиткой светло-серого цвета. Цветовая гамма оформления памятника сочетается с тоном внешней отделки фасадов расположенных вблизи зданий и видом реки. Памятник окружён цветниками. Талантливое размещение памятника украсило и облагородило эту часть города.